# Anabropsis spinigera
Anabropsis spinigera är en insektsart som beskrevs av Andrej Vasiljevitj Gorochov 2001. Anabropsis spinigera ingår i släktet Anabropsis och familjen Anostostomatidae. Inga underarter finns listade i Catalogue of Life.